# El chico de los Winslow
El chico de los Winslow (The Winslow Boy) es una obra de teatro de 1946 del dramaturgo británico Terence Rattigan, basada en un hecho real.

## Argumento
Ronnie Winslow, un cadete de catorce años de edad en el Royal Naval College, es acusado del robo de cinco chelines correspondientes a un giro postal. Una investigación interna, llevada a cabo sin previo aviso, lo encuentra culpable, y se invita a su padre, Arthur Winslow, a que retire a su hijo de la universidad (la fórmula empleada para la expulsión). Winslow cree en la inocencia de Ronnie y, con la ayuda de su hija sufragista Catherine y su amigo y abogado de la familia Desmond Curry, pone en marcha un esfuerzo concertado para limpiar el nombre de Ronnie. 
Los Winslow contratan a Sir Robert Morton, uno de los abogados más prestigiosos de Inglaterra, miembro además del Parlamento en el partido de la oposición. Pese a todo, Catherine recela de las verdaderas intenciones del jurista.
El gobierno está muy poco dispuesto a permitir que el caso prospere, alegando que es una distracción de los asuntos urgentes del Almirantazgo, pero ante la simpatía del público por los esfuerzos de la familia Winslow y el apasionado discurso de Sir Robert el gobierno, termina cediendo y el caso podrá verse en los tribunales. Durante el juicio, Sir Robert (en colaboración con Desmond Curry y su firma) es capaz de desacreditar a la mayor parte de la supuesta evidencia. El Almirantazgo, palmariamente contrariado, comienza a dudar de la culpabilidad de Ronnie, y finalmente retira todos los cargos contra él, proclamándolo totalmente inocente.
Aunque la familia ha ganado el caso ante la ley, el sufrimiento se ha cobrado un precio. La salud física del padre se ha deteriorado debido a la tensión. Los costes de la demanda y la campaña de publicidad han agotado las reservas para pagar la universidad en Oxford al hermano mayor, Dickie, y, por lo tanto, su oportunidad en una carrera en la Administración Pública, así como el matrimonio de Catherine. Su novio John Watherstone ha roto el compromiso y Catherine considera entonces una oferta sincera y bien intencionada de matrimonio por parte de Desmond, a quien ella, sin embargo, no ama. La obra termina con la sugerencia de que puede surgir un romance entre Sir Robert y Catherine, que reconoce que juzgó mal las intenciones de él.

## Representaciones destacadas
La obra se estrenó en Londres en 1946, y en el elenco figuraban Emlyn Williams, Mona Washbourne, Angela Baddeley, Kathleen Harrison, Frank Cellier, Jack Watling y Clive Morton. Fue dirigida por Glen Byam Shaw.
Un año más tarde, se estrenó en Broadway con Frank Allenby (Sir Robert), Alan Webb (Arthur Winslow), y Valerie White (Catherine W.).
Fue adaptada a la televisión británica en 1990 con Gordon Jackson (Arthur W.), Ian Richardson (Morton) y Emma Thompson (Catherine W.).
La obra fue estrenada en España el 3 de junio de 1957 en el Teatro María Guerrero de Madrid por la compañía del Teatro Nacional de Cámara y Ensayo, con traducción de Manuel Sito Alba, dirección de Modesto Higueras e interpretación de Antonio Casas, Conchita Sarabia, Paquita Clavijo, Gaby Álvarez, Lola Gálvez, Javier Loyola y Luis Morris. 
Un año después, se representó en el Teatro Reina Victoria, dirigida esta vez por Alberto González Vergel, con decorados de Emilio Burgos e interpretada por Fernando Granada, María Asquerino, Dionisio Salamanca, Mary Delgado, Ricardo Canales y Eloísa Muro.
La obra se ha emitido por Televisión española en el espacio Estudio 1 en dos ocasiones: 
- El 29 de enero de 1970, dirigida por Juan Guerrero Zamora y con actuación de Ángel Picazo, María del Puy, Trini Alonso, Víctor Valverde, Nicolás Dueñas, Pedro Mari Sánchez y Fernando Chinarro.

- El 10 de octubre de 1982, con realización de Jesús Yagüe y con actuación de Eduardo Calvo, Luisa Sala, Ana Marzoa, José Lifante, Juan Calot y Mary Delgado.

Se repuso en Broadway en 2013, con un reparto encabezado por Roger Rees (Arthur), acompañado por Charlotte Parry y Alessandro Nivola.

## Versiones cinematográficas
La obra se ha adaptado al cine en dos ocasiones. 
- La primera, en 1948, dirigida por Anthony Asquith y con actuación de Neil North (Ronnie), Robert Donat (Robert Morton), Sir Cedric Hardwicke (Arthur), Margaret Leighton (Catherine).

- La segunda, en 1999, con actuación de Nigel Hawthorne (Arthur), Rebecca Pidgeon (Catherine) y Jeremy Northam (Robert).